# Goodia nubilata
Goodia nubilata är en fjärilsart som beskrevs av Holland 1893. Goodia nubilata ingår i släktet Goodia och familjen påfågelsspinnare. Inga underarter finns listade i Catalogue of Life.